# Renate Totzke-Israel
Renate Totzke-Israel (* 23. Oktober 1932 in Dresden) ist eine deutsche Grafikerin und Buchillustratorin.

## Leben
Renate Totzke-Israel studierte von 1953 bis 1958 an der Kunsthochschule Berlin-Weißensee. Danach ließ sie sich in Berlin als freischaffende Künstlerin nieder und schuf vor allem Buchillustrationen. Als Illustratorin von Kinderbüchern gehörte sie zu den produktivsten Künstlern der DDR. Mehrere von ihr illustrierte Bücher wurden als Schönstes Buch der DDR ausgezeichnet.
Sie war bis 1990 Mitglied des Verbandes Bildender Künstler der DDR.

## Fotografische Darstellung Renate Totzke-Israels
- Klaus Morgenstern: Renate Totzke-Israel (1986)[1]

## Werke (Auswahl)

### Buchillustrationen
- Homer: Frösch- und Mäusekrieg. Verlag Rütten & Loening Berlin, 1970
- Charlotte Bechstein: Ein Brief für Wang. Der Kinderbuchverlag, Berlin, 1972
- Joachim Kupsch: Die erschröcklichen Erfindungen des W.A. Kevenhüller. Eulenspiegel Verlag Berlin, 1972
- Günther Cwoidrak; Der Lustgarten. Eulenspiegel Verlag Berlin, 1979
- Gerhard Branstner: Die Ochsenwette. Orientalische Anekdoten. Hinstorff-Verlag Rostock, 1980
- Benno Pludra; Drinnen schläft die Zaubermaus. Kinderbuchverlag Berlin, 1980
- Klaus Möllmann: Der Wolfprinz. Schwedische Trollmärchen. Hinstorff-Verlag Rostock, 1984
- Charles Dickens. Ferienmärchen. Kinderbuchverlag Berlin, 1985
- Jacob Grimm: Der Hase und der Igel. tabu-Verlag, München, 1985
- Klabund: Die Harfenjule. Eulenspiegel Verlag Berlin, 1982
- Benno Pludra: Windmühle, Windmühle, nimm uns mit. Kinderbuchverlag, 1987

- Heinz Berger (Hrsg.): Die Affenschande. Deutsche Satiren von Sebastian Brant bis Bertolt Brecht. Eulenspiegel-Verlag, Berlin, 1987
- Klein Häslein wollt spazierengehn. Verlag Karl Nitzsche, 1990; ISBN 978-3-7422-0052-5
- Werner Heiduczek: Orpheus und Euridike. Kinderbuchverlag, 1989
- Ursula Ullrich: Traumpferdreiten oder die märchenhafte Geschichte von Julchen, das nicht die dumme Jule sein wollte. Verlag Junge Welt, Berlin, 1990
- Rainer Kirsch: Anna Katarina oder Die Nacht am Moorbusch, eine sächsische Schauerballade nebst dreizehn sanften Liedern und einem tiefgründigen Gespräch. Hinstorff, Rostock 1991, ISBN 3-356-00296-1.

### Entwürfe für Briefmarken der Deutschen Post der DDR
- 1959: zwei Sondermarken zum 150. Geburtstag von Felix Mendelssohn Bartholdy[2][3]

## Ausstellungsbeteiligungen in der DDR (unvollständig)
- 1967: Berlin, Akademie der Künste („Meisterschüler der DAK stellen aus“)
- 1977/1978: Dresden, VIII. Kunstausstellung der DDR
- 1979: Berlin, Ausstellungszentrum am Fernsehturm („Die Buchillustrationen in der DDR. 1949–1979“)

## Deposita
- Staatsbibliothek zu Berlin